# Гриценко Пилип Юхимович
Пилип Юхимович Гриценко (31 жовтня 1913, м. Гайворон (нині Кіровоградська область) — 1997) — український радянський управлінець й партійний діяч регіонального рівня, голова виконкому міської ради Олександрії в 1962–1963 роках, почесний громадянин Олександрії.

## Життєпис
Пилип Гриценко народився 1913 року в Гайвороні у селянській родині. 1930 року він закінчив школу-семирічку, після чого вступив до фабрично-заводського училища (ФЗУ) на слюсаря. Після закінчення училища працював на паровозоремонтному заводі, й водночас навчався на робфаці. У 1935 р. вступив до інституту інженерів залізничного транспорту на факультет народного господарства, який закінчив 1940.
19 серпня 1940 року Пилипа Гриценка було призвано до армії. Спочатку він служив у військах залізничного транспорту, з липня 1942 р. у військах Червоної Армії. Брав участь у Великій Вітчизняній війні, ніс службу в оперативних групах з підготовки військ до боротьби з німецькими військами. Брав участь у боях під Сталінградом, на Курській Дузі та у Східній Пруссії. Демобілізований 1946 року.
З 1947 по 1957 рр. працював у Вільнюсі на партійній роботі. У липні 1957 переїхав до Кіровограду (тепер Кропивницький), де працював інструктором обласного комітету КПРС.
23 грудня 1957 року Пилипа Гриценка було обрано секретарем Олександрійського міського комітету партії.
З 1962 по 1963 рік Гриценко був головою Олександрійської міської ради депутатів трудящих, головою виконкому.
В 1963—1974 роках — перший секретар Олександрійського міського комітету Комуністичної партії України. З цієї посади пішов на пенсію.

## Вшанування пам'яті
Рішенням сесії Олександрійської міської ради Пилипу Гриценку було присвоєне звання Почесного громадянина міста Олександрії, за «видатні заслуги перед Батьківщиною і трудящими міста, багаторічну роботу в партійних і державних органах, активну громадську діяльність по вихованню підростаючого покоління».
У 2008 році на будівлі плавального басейну «Дельфін» Пилипу Гриценку встановлена меморіальна дошка, як одному з ініціаторів та організаторів його побудови.

## Нагороди
Нагороджений двома орденами Трудового червоного Прапора, орденом Червоної Зірки, медалями.